# Ambel (Spagna)
Ambel è un comune spagnolo di 339 abitanti situato nella comunità autonoma dell'Aragona.